# Stoffel fliegt übers Meer

Umschlag von Ricki Hallgarten

Stoffel fliegt übers Meer ist das erste von sieben Kinderbüchern, die Erika Mann verfasst hat. Es ist erstmals 1932 im Verlag Levy & Müller, Stuttgart, erschienen. Den Umschlag und die im Buch enthaltenen Illustrationen schuf ihr Jugendfreund Ricki Hallgarten. 

## Inhalt
Der zehnjährige Christoph Bartel, genannt Stoffel, trägt zum Unterhalt seiner Familie bei, indem er Boote am „Blaubergsee“ vermietet. Doch Kunden sind selten geworden, es ist die Zeit der Weltwirtschaftskrise. Da beschließt Stoffel, den reichen Onkel Sepp in Amerika zu besuchen, der ihnen aus ihrer Not helfen könnte. Mit seinem Ruderboot „Lissy“ hängt er sich an den Raddampfer „Luitpold“ an und erreicht so die Luftschiffhalle in Aschersried. Er versteckt sich in einem Postsack und steigt mit dem Zeppelin Richtung New York in die Luft. Der blinde Passagier wird entdeckt, kann sich aber gleich nützlich machen, indem er das verklemmte Höhensteuer in einer waghalsigen Kletteraktion von außen wieder frei machen kann. Als Held und Lebensretter wird er in Amerika begrüßt. Die Zeitungen sind voll von seiner Heldentat, und so findet sein Onkel Sepp auch gleich den Weg zu Stoffel in New York und verspricht, der Familie zu helfen.

## Entstehung und Wirkung
Erika Mann hat den Stoffel ihren jüngsten Geschwistern Elisabeth und Michael Kapitel für Kapitel vorgelesen und ihnen das Buch gewidmet. Außerdem wollte sie dem Freund Ricki Hallgarten mit dem Illustrationsauftrag mehr Lebensmut geben. Hallgarten erlebte das Erscheinen seiner einzigen Buchillustration jedoch nicht mehr, da er sich am 5. Mai 1932 das Leben nahm.
Den Raddampfer „Luitpold“ gab es wirklich, er fuhr bis in die 1950er Jahre auf dem Starnberger See. In den letzten Jahren hieß er „München“. Die Weltumrundung des Luftschiffs „Graf Zeppelin“ im Jahr 1929 mit einem wirklichen, 16-jährigen "Blinden Passagier" an Bord und ihre erste eigene Weltreise 1927 mit Klaus Mann, die in dem gemeinsamen Buch Rundherum (1929) beschrieben wird, haben sicherlich zu dem Entstehen des Stoffels beigetragen.
Das Buch hatte großen Erfolg, es erlebte innerhalb kurzer Zeit zehn Auflagen und wurde in viele Sprachen übersetzt. 1953 gab es eine Neuausgabe unter dem Titel Christoph fliegt nach Amerika, die im Franz Schneider Verlag, München erschien, mit einem Nachwort zur Geschichte der Luftschiffe und neuen Illustrationen von Hans Schubel. Inzwischen sind an der Erstausgabe orientierte Neuausgaben des Stoffel veröffentlicht, die wieder die Zeichnungen von Ricki Hallgarten enthalten.